# Sindrome di Dravet
La sindrome di Dravet o epilessia mioclonica grave dell'infanzia è una sindrome epilettica generalizzata e sintomatica che insorge entro il primo anno di vita e che è caratterizzata da prognosi grave e ritardo psicomotorio ingravescente.

## Epidemiologia
La sindrome di Dravet è una malattia rara, con un'incidenza pari a 1 ogni 20 000-30 000 bambini.

## Profilo clinico e diagnostico
Gravi crisi cloniche unilaterali e generalizzate, di lunga durata (anche un'ora), sovente accompagnate a febbre, sono tipiche di tale sindrome. Possono successivamente, intorno al secondo e terzo anno di vita, associarsi crisi tipo assenza, spesso atipiche, o crisi parziali complesse, caratterizzate da automatismi o da crisi adversative e vegetative.
Con il passare del tempo le crisi cloniche possono sfumare verso crisi miocloniche segmentali, con distribuzione multidistrettuale e multifocale, non più unilaterali. Caratteristicamente, le crisi segmentali possono poi sfociare verso crisi massive. Il ritardo psicomotorio, spesso grave, si manifesta intorno al secondo anno di vita, con ritardo del linguaggio, disturbi del sonno, atassia ed alterazioni posturali, turbe comportamentali e della sfera psicoaffettiva.

## Terapia e prognosi
Benché si possa attuare una polifarmacoterapia basata su anticonvulsivanti associata a dieta chetogena, la sindrome di Dravet ha spesso una prognosi infausta. Dopo il quinto anno di età le crisi tipo assenza tendono a sparire, con persistenza di crisi cloniche, spesso gravi e generalizzate; con il tempo, le turbe comportamentali lasciano posto a tratti autistici, con perseverazioni, gravi difficoltà di comunicazione e, più raramente, veri e propri quadri psicotici.